# بخش نوخندان
بخش نوخندان یکی از بخش‌های شهرستان درگز در استان خراسان رضوی ایران است.

## موقعیت جغرافیایی
این شهر از سمت جنوب شرق با شهرستان درگز و از سمت جنوب با شهرستان قوچان هم‌مرز بوده .فاصله نوخندان با درگز ۱۰ کیلومتر و فاصله‌اش با قوچان ۱۱۵ کیلومتر است؛همچنین از سمت شمال در منطقه زرینه کوه با کشور ترکمنستان هم‌مرز می‌باشد.

## گردشگری و محصولات
از نظر آب و هوایی، زمستان‌های معتدل و تابستان‌های خشک دارد.
بهترین زمان سفر در اوایل عید نوروز تا اواسط اردیبهشت می‌باشد که همه مناطق سرسبز، و شهرستان آب و هوایی دلپذیر دارد.مقبره علامه شهرستانی و تپه تاریخی یوخار قلعه(قلعه بلند)از مناطق تاریخی شهرستان می‌باشند.از جمله محصولات این شهر انگور ، گلابی و کشمش است.به دلیل تصرف رودخانه در بالا دست و کشت بی رویه برنج در روستاهای درونگر امروزه آبادانی گذشته از این شهر صلب شده. به طوری که باغات این شهرستان روز به روز بی‌حاصل تر می‌گردد.البته در جهت رفع این مشکل در بالادست این شهرستان در منطقه درونگر سدی تاسیس گردیده است که توسط رودخانه درونگر معروف به سلوا(سیل ابه) و‌بارشهای فصأی تامین می‌گردد.

## وضعیت دینی و اداری
سیستم آموزش و پرورش و اداره جهاد کشاورزی این بخش به طور جداگانه از شهرستان درگز فعالیت می‌نمایند.زبان گویش مردمان این منطقه عمدتا ترکی (نزدیک به زبان ترکی ایل قشقایی)و همچنین کرمانجی می‌باشد.از نظر دین،مردم بخش و مناطق اطراف آن مسلمان با مذهب شیعه یا سنی می‌باشند. این شهرستان دارای یک جایگاه سوخت سی ان جی و یک جایگاه سوختگیری بنزین و گازوییل میباشد

## تقسیمات کشوری
بخش نوخندان در سال ۱۳۲۸ تأسیس شده و در حال حاضر دارای دو دهستان و یک شهر است:
- دهستان درونگر
- دهستان شهرستانه
- شهرها: نوخندان

## جمعیت
بنابر سرشماری مرکز آمار ایران، جمعیت بخش نوخندان شهرستان درگز در سال ۱۳۸۵ برابر با ۱۱٬۷۰۶ نفر بوده‌است. جمعیت این بخش در سال ۱۳۹۰ به ۱۰٬۶۱۹ نفر رسیده‌است.